# アゼッリオ
アゼッリオ（伊: Azeglio）は、イタリア共和国ピエモンテ州トリノ県にある、人口約1,300人の基礎自治体（コムーネ）。

## 地理

### 位置・広がり

#### 隣接コムーネ
隣接するコムーネは以下の通り。括弧内のBIはビエッラ県、VCはヴェルチェッリ県所属を示す。
- アルビアーノ・ディヴレーア
- ボッレンゴ
- ボルゴ・ダーレ (VC)
- カラヴィーノ
- パラッツォ・カナヴェーゼ
- ピヴェローネ
- セッティモ・ロッターロ
- ヴィヴェローネ (BI)

## 行政

### 分離集落
アゼッリオには、以下の分離集落（フラツィオーネ）がある。
- Cascine Sirio, Specura, Viassa, Villa, Castellazzo, Piane, Lago di Viverone, Pobbietta, frazione Pobbia